# Dywiz

Wszystkie dywizy: dywiza-minus - miękka dywiza U+002d lub U+00ad dywiza - U+2010 nierozdzielająca dywiza - U+2011 dywiza punktorowa ⁃ U+2043 minus - lub - U+2212 Zastosowana czcionka: Code2000. Wersja SVG

Dywiz, czyli łącznik – znak pisarski oznaczony znakiem  -  w postaci krótkiej poziomej kreski (krótszej od pauzy i półpauzy) uniesionej ponad podstawową linią pisma. Inne nazwy dywizu to: znak przeniesienia, mała kreska oraz tiret (z fr. tiré). Łącznik nie jest znakiem interpunkcyjnym.

## Charakterystyka dywizu
W zestawie czcionek drukarskich lub też komputerowych fontów jest znakiem przeważnie o oczku w kształcie krótkiej kreski, najczęściej poziomej. W niektórych krojach, szczególnie historycznych, może być jednak w innej postaci, np. kreski biegnącej lekko ukośnie, klina itp., a nawet wypełnionego kółka. W odmianach pochylonych może mieć (częściej niż w wypadku obu znaków myślnika) postać spłaszczonego trapezu. W krojach szeryfowych, szczególnie ozdobnych, dywiz może mieć również dodane zakończenia.
Znak jest położony na wysokości w połowie lub nieco wyżej pomiędzy podstawową linią pisma a średnią linią pisma (jest dopasowany do wielkości małych liter bez wydłużeń, biegnąc w połowie ich wysokości lub nieco wyżej). 
Dywiz ma długość najczęściej od ok. 1/4 do ok. 1/3 firetu i jest najkrótszym spośród znaków pisarskich w postaci poziomej kreski (nie licząc niektórych znaków diakrytycznych). Dywiz przypomina znaki myślnika, leżąc na tej samej lub niemal na tej samej wysokości, ale w tekście pełni odmienną od nich rolę i oznaczany jest odrębnym znakiem typograficznym. Myślnik oznaczany jest dłuższą kreską – półpauzą ( – ) lub pauzą ( — ), dywiz oznaczany jest krótką kreską  ( - ). Z racji swojej niewielkiej długości dywiz często kreślony jest nieco grubszą kreską niż znaki myślnika i minusa. Pod względem długości najbardziej podobny do dywizu jest znak kreski liczbowej (zazwyczaj nieco dłuższy, występujący tylko w części krojów), ale jego położenie i grubość są dopasowane do wyglądu cyfr w danym kroju. Kolejny podobny do dywizu – znak minusa (występujący częściej, ale też tylko w części krojów), jako symbol matematyczny, ma odmienne od dywizu nie tylko szerokość, ale także położenie – dopasowany jest bowiem do kształtu cyfr, tak jak symbole plusa, znaku równości czy kreski ułamkowej. Znak minusa bliższy jest typograficznie półpauzie niż dywizowi.
Dywiz wraz z półpauzą i pauzą należą do podstawowego zestawu znaków i występują praktycznie we wszystkich krojach literowych.
Funkcjonalne odmiany dywizu/łącznika – miękki dywiz (ukryty) i twardy łącznik (niedzielący) są typograficznie identyczne ze zwykłym dywizem.

## Użycie dywizu
Zasadniczo znaki dywizu i łącznika są tożsame z typograficznego punktu widzenia, natomiast z językowego punktu widzenia pojęcia dywizu i łącznika oznaczają odmienne zastosowania tego samego znaku do dzielenia lub łączenia.
- Dywiz służy do dzielenia wyrazu w celu przenoszenia jego części między wierszami. W tym użyciu znak ten pozostaje na końcu wcześniejszego wiersza, łącząc się bezpośrednio z pierwszą częścią podzielonego wyrazu.

- Łącznik, jak jego nazwa wskazuje, służy do łączenia znaków. Jego użycie jest szersze niż dywizu; stosuje się go do:
  - tworzenia wyrazów złożonych o członach równorzędnych znaczeniowo. Robi się to metodą łączenia wyrazów członowych bezpośrednio, czyli bez spacji. Znak dywizu zasadniczo styka się z oboma sąsiadującymi znakami (tj. nie jest od nich oddzielony spacjami) i tylko w wyjątkowych sytuacjach z jednej strony sąsiaduje ze spacją, np. w konstrukcjach typu: „jedno- lub dwuczłonowy”. Inaczej mówiąc, dywiz jest znakiem wewnątrzwyrazowym lub ewentualnie międzywyrazowym, ale nigdy międzywyrażeniowym, gdzie używamy łącznika, np. Golub-Dobrzyń.
  - tworzenia wyrazów zawierających liczby lub numery, np. 27-krotny, K-219.
  - łączenia końcówek fleksyjnych lub przyrostków ze skrótowcami, np. PAN-u, ZMP-owiec. W tego typu przypadkach jasno widać, że jest to łącznik, a nie dywiz, gdyż dzielenie takich wyrazów jest niezalecane, jako utrudniające rozumienie tekstu.
  - budowania terminów naukowych, m.in. nazw chemicznych, np. β-karoten.
  - budowania oznaczeń cyfrowych nie będących liczbami (wartościami), tylko numerami (oznaczeniem porządkowym), np. kody pocztowe, oznaczenia produktów, numery telefonów, ISBN, ISSN itp. Użycie w tych sytuacjach myślnika jest niedopuszczalne.

Zgodnie z dobrą praktyką pisarską, przy przenoszeniu wyrazów złożonych zawierających łącznik zalecane jest dzielenie wyrazu na łączniku. Wtedy na końcu wcześniejszego wiersza wstawiany jest dywiz, a łącznik jest przenoszony do następnego wiersza. Unika się w ten sposób niejednoznaczności w interpretacji niektórych podobnie pisanych wyrazów, jak np. niebieskozielony (tj. kolor zielony o odcieniu niebieskim) i niebiesko-zielony (tj. kolor w połowie pomiędzy niebieskim i zielonym, lub w innym znaczeniu – dwukolorowy w rozumieniu częściowo niebieskiego, a częściowo zielonego). Należy jednak dodać, że wbrew temu ustalonemu zwyczajowi słowniki ortograficzne dopuszczają przy przenoszeniu pomijanie łącznika w drugim wierszu.
Użycie dywizu/łącznika jasno wskazuje, że nie jest on znakiem interpunkcyjnym, jak to się często mylnie sądzi. Zalicza się go do szerokiego pojęcia znaków tworzących słowa, czyli znaków ortograficznych (litery, znaki diakrytyczne i inne, jak np. apostrof).
Użycie dywizu/łącznika do oznaczania dialogów jest błędem, gdyż nie jest to zgodne z normami interpunkcji – winien być tam użyty myślnik (w postaci pauzy lub półpauzy). Przemawiają za tym również względy estetyczne, ponieważ łącznik jest wizualnie za krótki.
Natomiast nie jest błędem użycie łącznika jako kreski liczbowej stosowanej w zakresach liczbowych. Dopuszczalne jest to w wąskim składzie. 

## Dywiz w systemach informatycznych
Standard ASCII przewidywał wspólny znak dla łącznika, minusa i myślnika. Wspólny znak kreski poziomej w zestawie znaków ASCII znajduje się na pozycji 45 i określany jest jako łącznik-minus (ang. hyphen-minus). Z punktu widzenia typografii jest to rozwiązanie daleko niewystarczające, ale podyktowane było względami technicznymi ówczesnego poziomu rozwoju technik informacyjnych. Kolejne wprowadzane w komputerach osobistych zestawy znaków były zgodne ze standardem ASCII, jednak zwiększały liczbę dostępnych znaków. Stosowany w polskiej wersji systemu Windows zestaw Windows-1250 zawiera obok znaku łącznika-minusa (Alt+045) również znaki półpauzy (Alt+0150) i pauzy (Alt+0151). Wprowadzony później standard Unikod (ang. Unicode) obejmujący wszystkie możliwe znaki wszystkich znanych języków, również zgodny ze standardem ASCII, zawiera znaki łącznika-minusa (U+002D), półpauzy (U+2013) i pauzy (U+2014), ale obok nich również znaki łącznika (U+2010) i minusa (U+2212). Typograficznie właściwym dla dywizu jest w Unikodzie znak (U+2010)
| Nazwa              | Znak | Unicode | Encje, kod HTML                              | Nazwa unikodowa |
| ------------------ | ---- | ------- | -------------------------------------------- | --------------- |
| Dywiz (łącznik)    | ‐    | U+2010  | &hyphen; lub &dash; lub &#x2010; lub &#8208; | HYPHEN, DASH    |
| Łącznik-minus      | -    | U+002D  | - lub &#x2D; lub &#45;                       | HYPHEN-MINUS    |
| Minus              | −    | U+2212  | &minus; lub &#x2212; lub &#8722;             | MINUS SIGN      |
| Półpauza (myślnik) | –    | U+2013  | &ndash; lub &#x2013; lub &#8211;             | EN DASH         |
| Pauza (myślnik)    | —    | U+2014  | &mdash; lub &#x2014; lub &#8212;             | EM DASH         |
| Kreska liczbowa    | ‒    | U+2012  | &#x2012; lub &#8210;                         | FIGURE DASH     |

Poziome zestawienie powyższych znaków w tej samej kolejności:
| ‐ - − – — ‒ |

Podobnie jak większość zaawansowanych edytorów tekstów, standard Unicode przewiduje specjalne znaki dla specyficznych sytuacji, związanych z automatyzacją przetwarzania tekstu:
- miękki (opcjonalny) łącznik (U+00AD), który pozostaje ukryty, gdy znajduje się w środku wiersza, jest natomiast widoczny, gdy przypada na koniec wiersza;
- łącznik, po którym wyraz nie może być dzielony (U+2011), którego należy użyć na przykład w słowie K‑219.

Dywiz charakterystyczny m.in. dla polskiej ortografii, tj. łącznik stawiany na końcu wiersza i powtarzany na początku następnego, jak w poniższym przykładzie:
 Akademia Górniczo-
 -Hutnicza 
można uzyskać przez kombinację miękkiego łącznika i łącznika niełamiącego (Akademia Górniczo&shy;&#x2011;Hutnicza), natomiast nie będzie to poprawne (i często nie uda się w programach interpretujących HTML, np. przeglądarkach) przy użyciu łącznika-minusa (Akademia Górniczo&shy;-Hutnicza, ani też z użyciem w zamian kodu łącznika-minusa &#x2D;).
Standard ISO-8859-15 (uaktualniona wersja ISO-8859-1 (Latin1)), dodaje znak dywizu (oznaczony w tabeli jako 'SHY'), na pozycji 0xAD, podobnie jak Unicode:
| Nazwa              | Znak | Unicode | Kod HTML                    | Nazwa unikodowa     |
| ------------------ | ---- | ------- | --------------------------- | ------------------- |
| Miękki łącznik     |      | U+00AD  | &shy; lub &#xAD; lub &#173; | SOFT HYPHEN         |
| Łącznik niełamiący | ‑    | U+2011  | &#x2011; lub &#8209;        | NON-BREAKING HYPHEN |

Aby pokazać efekt miękkiego łącznika w HTML, wyrazy następującego tekstu zostały oddzielone miękkimi łącznikami:

MargaretAreYouGrievingOverGoldengroveUnleavingLeavesLikeTheThingsOfManYouWithYourFreshThoughtsCareForCanYouAhAsTheHeartGrowsOlderItWillComeToSuchSightsColderByAndByNorSpareASighThoughWorldsOfWanwoodLeafmealLieAndYetYouWillWeepAndKnowWhyNowNoMatterChildTheNameSorrowsSpringsAreTheSameNorMouthHadNoNorMindExpressedWhatHeartHeardOfGhostGuessedItIsTheBlightManWasBornForItIsMargaretYouMournFor

W przeglądarkach HTML obsługujących miękkie łączniki zmiana rozmiaru okna spowoduje ponowne podzielenie powyższego tekstu tylko na granicach wyrazów i wstawienie łącznika na końcu każdego wiersza.

### LaTeX
Znak dywizu występujący wewnątrz słowa, tak jak w powyższym przykładzie, w słowie K-219 uzyskujemy poprzez napisanie:
```
K-219

```

Należy jednak pamiętać, że system LaTeX nigdy nie dzieli słów zawierających cyfry bądź znaki niealfanumeryczne (podkreślenia, znaki procentu itp.).
W wypadku wyrazów złożonych musimy posłużyć się paczką hyphenat i wykorzystać makro \hyp:
```
Akademia Górniczo
\hyp
{}
Hutnicza

```

Można również użyć pakietu polskiego poprzez umieszczenie \usepackage{polski} w preambule i użycie \dywiz:
```
Akademia Górniczo
\dywiz
{}
Hutnicza

Akademia Górniczo
\dywiz
 Hutnicza 
% albo tak

```

Dywiz tak umieszczony daje również możliwość dzielenia długich wyrazów wieloczłonowych, przy czym znak łącznika zostanie powtórzony (w krótkiej formie) zarówno na końcu linii, jak i początku nowej linii.